# Torre dei Della Bella
La torre dei Della Bella è un'antica torre di Firenze, situata in via dei Tavolini.

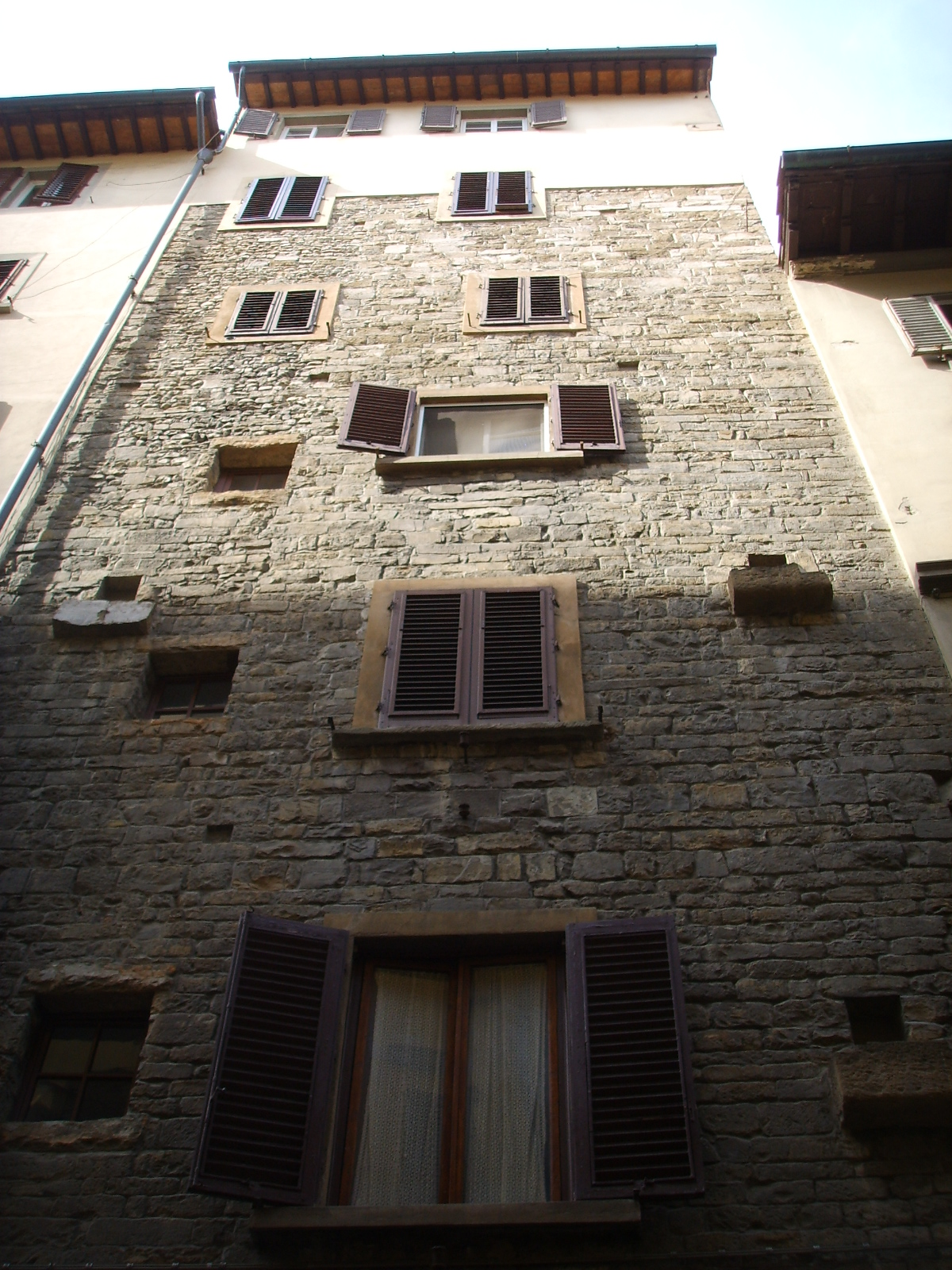
Veduta di scorcio della Torre

La torre è a pianta quadrangolare inserita lungo la cortina edilizia della via e presenta esternamente il tipico filaretto di pietra, come alcune buche pontaie ai vari piani.
L'importante famiglia, che la possedette assieme ad altre proprietà lungo questa strada, diede i natali al famoso Giano della Bella, autore degli Ordinamenti di Giustizia.
Si trova di fronte alla torre dei Galigai e molto vicina alla torre dei Cerchi. Una lapide in pietra sopra l'ampio portone centrale riporta l'antica numerazione viaria pre-ottocentesca, con i numeri romani LXXII.